# Ilinka (Astracan)
|  | Per a altres significats, vegeu «Ilinka». |

Ilinka (en rus: Ильинка) és un poble de l'óblast d'Astracan, a Rússia. Pertany al districte de Volodarski. Segons el cens del 2010 tenia 35 habitants.